# Liste de films français sortis en 1907
Listes de films français
- 1903
- 1904
- 1905
- 1906
- 1907
- 1908
- 1909
- 1910
- 1911

Liste non exhaustive de films français sortis en 1907.

## 1907
| Titre                                                   | Réalisateur                          | Distribution                                     | Genre                                               | Métrage      | Notes                                                     |
| ------------------------------------------------------- | ------------------------------------ | ------------------------------------------------ | --------------------------------------------------- | ------------ | --------------------------------------------------------- |
| À Biribi, disciplinaires français                       | Lucien Nonguet                       |                                                  | Film dramatique                                     | 250 mètres   | scénario d'André Heuzé                                    |
| Ah ! quel malheur d'avoir un gendre                     | réalisateur inconnu                  | Max Linder                                       | Comédie                                             | 125 mètres   |                                                           |
| Ali Baba et les Quarante Voleurs                        | Segundo de Chomón ou Ferdinand Zecca |                                                  |                                                     |              |                                                           |
| Ali Barbouyou et Ali Bouf à l'huile                     | Georges Méliès                       | Georges Méliès, Manuel                           | Comédie                                             | 92 mètres    |                                                           |
| L'Âne récalcitrant                                      | Louis Feuillade                      |                                                  |                                                     |              |                                                           |
| Amour d'esclave                                         | Albert Capellani                     | Gabriel Moreau, Georges Dorival, Rose Ridde      | Film dramatique                                     | 210 mètres   | dont 160 en couleurs                                      |
| L'Auto-remorque                                         | Louis Feuillade                      |                                                  |                                                     |              |                                                           |
| Le Bailleur                                             | Segundo de Chomón                    |                                                  | Comédie                                             | 85 mètres    |                                                           |
| Le Baiser de la sorcière                                | Segundo de Chomón                    |                                                  | Comédie                                             | 115 mètres   |                                                           |
| Le Ballon dirigeable « Le Patrie »                      | Alice Guy                            |                                                  | Film documentaire                                   |              |                                                           |
| Bernard le bûcheron                                     | Georges Méliès                       |                                                  | Film fantastique                                    | 140 mètres   |                                                           |
| Le Bilboquet homéopathique                              | Louis Feuillade                      |                                                  |                                                     |              |                                                           |
| Le Billet de banque                                     | Alice Guy                            |                                                  | Comédie, Film burlesque                             |              |                                                           |
| Le Bonnet à poil                                        | Alice Guy                            |                                                  | Comédie                                             |              |                                                           |
| Boulangerie modèle                                      | Georges Méliès                       |                                                  | Comédie                                             | 111 mètres   |                                                           |
| Le Carton fantastique                                   | Georges Méliès                       |                                                  | Film fantastique                                    | 74 mètres    |                                                           |
| Le Cavalier novice                                      | Louis Feuillade                      |                                                  |                                                     |              |                                                           |
| Cendrillon, ou la Pantoufle merveilleuse                | Albert Capellani                     | Louise Lagrange                                  | Film dramatique                                     | 295 mètres   | Film colorisé                                             |
| C'est papa qui prend la purge                           | Louis Feuillade                      | Max Linder                                       | Comédie                                             | 74 mètres    |                                                           |
| Le Charmeur                                             | Segundo de Chomón                    |                                                  |                                                     | 90 mètres    | Film colorisé à la main au pochoir                        |
| Chien et Chemineau                                      | Louis Feuillade                      |                                                  |                                                     |              | Film produit par la Société des Etablissements L. Gaumont |
| Les Chiens policiers                                    | Lucien Nonguet                       |                                                  | Film dramatique                                     | 250 mètres   | Film colorisé                                             |
| Les Chrysanthèmes                                       | Segundo de Chomón                    | Julienne Mathieu                                 |                                                     | 70 mètres    | Film colorisé à la main au pochoir                        |
| Le Cochon danseur                                       | Millard Mercury                      | Ewing Tordella, Edith Trublanchet                | Comédie, Film burlesque                             | 80 mètres    |                                                           |
| La Colle universelle                                    | Georges Méliès                       |                                                  | Comédie, Film fantastique                           | 107 mètres   |                                                           |
| La Course à la saucisse                                 | Alice Guy                            |                                                  | Comédie, Film burlesque                             |              |                                                           |
| La Cuisine de l'ogre                                    | Georges Méliès                       |                                                  | Comédie, Film fantastique                           | 107 mètres   |                                                           |
| La Dame de Pézenas                                      | Louis Feuillade                      |                                                  |                                                     |              |                                                           |
| Le Docteur Coupe-Toujours                               | Louis Feuillade                      |                                                  |                                                     |              |                                                           |
| Domestique hypnotiseur                                  | Lucien Nonguet                       | Max Linder, Jacques Vandenne, Meg Villars        | Comédie                                             | 145 mètres   |                                                           |
| La Douche d'eau bouillante                              | Georges Méliès                       |                                                  | Film fantastique                                    |              |                                                           |
| L'Éclipse du soleil en pleine lune                      | Georges Méliès                       |                                                  | Film fantastique, Film de science-fiction           |              |                                                           |
| La Forge infernale                                      | Segundo de Chomón                    |                                                  |                                                     | 90 mètres    |                                                           |
| En avant la musique                                     | Segundo de Chomón                    | Julienne Mathieu                                 |                                                     | 145 mètres   | Film colorisé                                             |
| L'Enfant prodigue                                       | Michel Carré                         | Georges Wague, Henri Gouget, Christiane Mandelys | Film dramatique                                     | 2 950 mètres | premier long métrage (90 minutes) produit en Europe.      |
| Les Exploits d'un fou                                   | réalisateur inconnu                  | Max Linder                                       | Comédie                                             | 130 mètres   |                                                           |
| Fantaisies endiablées                                   | Segundo de Chomón                    | Julienne Mathieu                                 | Film fantastique                                    | 60 mètres    |                                                           |
| La Fée des roches noires                                | Segundo de Chomón                    | Julienne Mathieu                                 | Film fantastique                                    | 80 mètres    |                                                           |
| La Femme du contrebandier                               | Louis Feuillade                      |                                                  |                                                     |              |                                                           |
| La Fiancée du volontaire                                | Louis Feuillade                      |                                                  |                                                     |              |                                                           |
| La Fille du faux-monnayeur                              | Louis Feuillade                      |                                                  |                                                     |              |                                                           |
| Les Flammes diaboliques                                 | Segundo de Chomón                    |                                                  |                                                     | 80 mètres    |                                                           |
| La Fontaine de jouvence                                 | Louis Feuillade                      |                                                  |                                                     |              |                                                           |
| François Ier et Triboulet                               | Georges Méliès                       |                                                  | Comédie                                             | 98 mètres    |                                                           |
| Fumée sans feu                                          | Louis Feuillade                      |                                                  |                                                     |              |                                                           |
| Les Gendarmes                                           | Louis Feuillade                      |                                                  |                                                     |              |                                                           |
| Geneviève de Brabant                                    | réalisateur inconnu                  |                                                  | Film d'aventure, Film fantastique, Film historique  | 200 mètres   |                                                           |
| Les Glaces merveilleuses                                | Segundo de Chomón et Ferdinand Zecca | Julienne Mathieu                                 | Film à trucs                                        | 135 mètres   |                                                           |
| Histoire d'un mari et d'un chapeau                      | Louis Feuillade                      |                                                  |                                                     |              |                                                           |
| Le Jaloux puni                                          | Louis Feuillade                      | André Haguet                                     |                                                     |              |                                                           |
| Les Kiriki, acrobates japonais                          | Segundo de Chomón                    |                                                  | Comédie                                             | 65 mètres    |                                                           |
| Le Lit à roulettes                                      | Alice Guy                            |                                                  | Comédie                                             | 104 mètres   |                                                           |
| La Maison morcelée                                      | Segundo de Chomón                    |                                                  |                                                     | 145 mètres   |                                                           |
| Le Mari modèle                                          | Louis Feuillade                      |                                                  |                                                     |              |                                                           |
| Le Mariage de Victorine                                 | Georges Méliès                       | Fernande Albany                                  | Comédie                                             | 152 mètres   | Film colorisé                                             |
| Métempsycose                                            | Segundo de Chomón                    |                                                  |                                                     | 75 mètres    |                                                           |
| Max patineur : Les Débuts d'un patineur                 | Louis Gasnier                        | Max Linder                                       |                                                     |              |                                                           |
| La Mort de Jules César                                  | Georges Méliès                       |                                                  | Film dramatique, Film historique, Film biographique | 105 mètres   | Film perdu                                                |
| Nettoyage par le vide                                   | Louis Feuillade                      |                                                  |                                                     |              |                                                           |
| Nuit de carnaval                                        | Georges Méliès                       |                                                  |                                                     | 143 mètres   |                                                           |
| Le Nouveau Seigneur du village                          | Georges Méliès                       | Fernande Albany, Mlle Bodson                     | Comédie                                             | 296 mètres   |                                                           |
| La Nouvelle Peine de mort                               | Georges Méliès                       |                                                  |                                                     | 160 mètres   |                                                           |
| Les Œufs de Pâques                                      | Segundo de Chomón                    | Julienne Mathieu                                 |                                                     | 75 mètres    |                                                           |
| Les oignons font pleurer                                | Louis Feuillade                      |                                                  |                                                     |              |                                                           |
| L'Oncle à héritage                                      | Louis Feuillade                      |                                                  | Comédie                                             | 231 mètres   |                                                           |
| Le Parapluie fantastique                                | Segundo de Chomón                    |                                                  |                                                     | 90 mètres    |                                                           |
| Pauvre John ou les Aventures d'un buveur de whiskey     | Georges Méliès                       | Fernande Albany, Manuel                          | Comédie                                             | 108 mètres   |                                                           |
| Pensée d'automne                                        | Louis Feuillade                      |                                                  |                                                     |              |                                                           |
| La Perle des servantes                                  | Georges Méliès                       |                                                  | Comédie                                             | 147 mètres   |                                                           |
| Le Petit Abbé                                           | Louis Feuillade                      |                                                  |                                                     |              |                                                           |
| Le Piano irrésistible                                   | Alice Guy                            |                                                  | Comédie                                             | 133 mètres   |                                                           |
| Le Pied de mouton                                       | Albert Capellani                     |                                                  | Film dramatique                                     | 300 mètres   | Film colorisé                                             |
| Pitou, bonne d'enfants                                  | réalisateur inconnu                  | Max Linder                                       | Comédie                                             | 105 mètres   |                                                           |
| Le Placard infernal                                     | Georges Méliès                       |                                                  | Film fantastique                                    | 113 mètres   |                                                           |
| Pour la fête de sa mère                                 | Lucien Nonguet                       |                                                  | Film dramatique                                     | 45 mètres    |                                                           |
| La Prophétesse de Thèbes                                | Georges Méliès                       | Georges Méliès                                   | Film fantastique                                    | 175 mètres   |                                                           |
| La Puce                                                 | Louis Feuillade                      | Renée Carl                                       |                                                     | 40 mètres    |                                                           |
| Le Roman de la pécheresse                               | Louis Feuillade                      |                                                  |                                                     |              |                                                           |
| Romance sentimentale                                    | Louis Feuillade                      |                                                  |                                                     |              |                                                           |
| Satan en prison                                         | Georges Méliès                       |                                                  |                                                     | 91 mètres    |                                                           |
| Satan fait la noce                                      | Louis Feuillade                      |                                                  |                                                     |              |                                                           |
| Satan s'amuse                                           | Segundo de Chomón                    | Segundo de Chomón, Julienne Mathieu              |                                                     |              |                                                           |
| Le Sculpteur express                                    | Segundo de Chomón                    | Julienne Mathieu, Lee Yost                       | Film documentaire, Comédie                          | 100 mètres   |                                                           |
| Seek and Thou Shalt Find                                | Georges Méliès                       |                                                  |                                                     | 27 mètres    |                                                           |
| Silhouettes animées                                     | Segundo de Chomón                    |                                                  | Film fantastique                                    | 115 mètres   | Coproduction franco-espagnole                             |
| Le Sorcier arabe                                        | Segundo de Chomón                    |                                                  |                                                     | 55 mètres    | Film colorisé                                             |
| Le Spectre rouge                                        | Segundo de Chomón et Ferdinand Zecca |                                                  | Film fantastique                                    |              | Film colorisé                                             |
| The Story of Eggs                                       | Georges Méliès                       |                                                  | Comédie                                             | 59 mètres    |                                                           |
| La Terroriste                                           | Louis Feuillade                      |                                                  |                                                     |              |                                                           |
| Le Thé chez la concierge                                | Louis Feuillade                      | Henri Gallet, Louis Pré fils, Alice Tissot       | Comédie                                             |              |                                                           |
| Torches humaines                                        | Georges Méliès                       |                                                  |                                                     | 75 mètres    |                                                           |
| Toujours tout droit !                                   | Louis Feuillade                      |                                                  |                                                     |              |                                                           |
| Les Tulipes                                             | Segundo de Chomón                    |                                                  | Film fantastique                                    | 115 mètres   | Film colorisé                                             |
| Le Tunnel sous la Manche ou le Cauchemar franco-anglais | Georges Méliès                       | Georges Méliès, Fernande Albany                  | Film fantastique                                    | 296 mètres   | Film colorisé                                             |
| Un drame à Séville                                      | André Heuzé et Louis Gasnier         | Max Linder                                       | Film dramatique                                     | 155 mètres   | titre alternatif : La Mort d'un toréador                  |
| Un monsieur aimanté                                     | Louis Feuillade                      |                                                  |                                                     |              |                                                           |
| Une mauvaise vie                                        | Lucien Nonguet                       | Max Linder                                       |                                                     |              |                                                           |
| La Vengeance corse                                      | Louis Feuillade                      |                                                  |                                                     |              |                                                           |
| Vers la pente                                           | Lucien Nonguet                       |                                                  | Film dramatique                                     | 115 mètres   |                                                           |
| Vie et Passion de notre seigneur Jésus-Christ           | Segundo de Chomón et Ferdinand Zecca | Julienne Mathieu                                 | Film biographique, Film historique                  | 2 090 mètres | Remake français de film français, Film colorisé           |
| Vingt Mille Lieues sous les mers                        | Georges Méliès                       |                                                  | Film d'aventure, Film fantastique                   |              |                                                           |